# Voki-toki
Voki-toki, znano tudi kot radiotelefon, je ročni, prenosni, dvosmerni radijski oddajnik. Za njegov razvoj med drugo svetovno vojno so zaslužni Donald Hings, radijski inženir Alfred J. Gross, Henryk Magnuski in inženirska ekipa v Motoroli. Prvič so se uporabljali za pehoto, podobni modeli so bili ustvarjeni za poljsko artilerijo in tankovske enote, po vojni pa so se voki-tokiji razširili na javno varnost in sčasoma na komercialna in gradbena dela.
Tipični voki-tokiji spominjajo na telefonsko slušalko, na enem koncu je vgrajen zvočnik, na drugem pa mikrofon (v nekaterih napravah je zvočnik tudi mikrofon) in antena, nameščena na vrhu enote. Držijo se obraza za pogovor. Voki-toki je poldupleksna komunikacijska naprava. Več voki-tokijev uporablja en sam radijski kanal in naenkrat lahko oddaja samo en radio na kanalu, čeprav lahko posluša poljubno število. Oddajnik je običajno v načinu sprejema; ko uporabnik želi govoriti, mora pritisniti gumb "Pritisni in govori" (PTT), ki izklopi sprejemnik in vklopi oddajnik. Manjše različice te naprave so zelo priljubljene tudi med majhnimi otroki.

## Zgodovina
Namestitev sprejemnikov in oddajnikov na isti fiksni lokaciji je omogočila brezžično izmenjavo sporočil. Že leta 1907 je bil dvosmerni telegrafski promet čez Atlantski ocean komercialno dostopen. Do leta 1912 so komercialne in vojaške ladje imele oddajnike in sprejemnike, kar je omogočilo dvosmerno komunikacijo v neposredni bližini z ladjo, ki ni bila vidna s kopnega. 
Prvi resnično mobilni dvosmerni radio je v Avstraliji leta 1923 razvil višji policist Frederick William Downie iz viktorijanske policije. Viktorjanska policija je prva na svetu uporabila brezžično komunikacijo v avtomobilih in s tem končala neučinkovita poročila o stanju prek javnih telefonskih govorilnic, ki so se uporabljale do takrat. Prvi sklopi so zasedli celoten zadnji sedež patruljnih vozil Lancia.
Ko je radijska oprema postala močnejša, kompaktnejša in enostavnejša za uporabo, je bila v manjša vozila nameščena dvosmerna oprema za radijsko komunikacijo. Namestitev radijske opreme v letala je skavtom omogočila, da so sproti poročali o opazovanjih, od pilota pa ni bilo potrebno, da spušča sporočila vojakom na tla spodaj ali pristaja ter da osebno poročilo.
Leta 1933 je policijska uprava Bayonne v New Jerseyju uspešno upravljala dvosmerni sistem med centralno fiksno postajo in radijskimi oddajniki, nameščenimi v policijskih avtomobilih; to je omogočilo hitro usmerjanje odziva policije v nujnih primerih. Med drugo svetovno vojno so ročne radijske oddajnike radijsko in zemeljske enote v veliki meri uporabljale tako zaveznice kot sile osi.
Zgodnje dvosmerne sheme so omogočale oddajanje samo eni postaji, medtem ko so druge poslušale, saj so bili vsi signali na isti radijski frekvenci - to se je imenovalo "simplex" način. Kode in glasovne operacije zahtevajo preprost komunikacijski protokol, ki vsem postajam omogoča sodelovanje pri uporabi ene same radijske postaje, tako da oddaje ene postaje niso motile druge. Z uporabo sprejemnikov in oddajnikov, uglašenih na različne frekvence, in reševanjem težav, ki jih prinaša delovanje sprejemnika tik ob oddajniku, je bil možen hkratni prenos in sprejem na vsakem koncu radijske povezave, v tako imenovanem načinu "full duplex".
Prvi radijski sistemi niso mogli oddajati glasu. To je zahtevalo usposabljanje operaterjev za uporabo Morsejeve kode. Na ladji radijski uradniki (včasih skrajšani na "radijski uradniki") običajno niso opravljali drugih nalog kot ravnati z radijskimi sporočili. Ko je glasovni prenos postal mogoč, namenski operaterji niso več potrebni in dvosmerna uporaba radia je postala bolj pogosta. Današnja dvosmerna mobilna radijska oprema je z vidika operativnega osebja skoraj tako preprosta za uporabo kot gospodinjski telefon, s čimer je dvosmerna komunikacija uporabno orodje v številnih osebnih, komercialnih in vojaških vlogah.
Ročni dvosmerni radijski sprejemnik je vojska razvila iz nahrbtnih radijskih sprejemnikov, ki jih je imel vojak v pehotni enoti, da je bila enota v stiku s svojimi poveljniki. Verjetno prvi lastnik patenta (patent je bil izpolnjen 20. maja 1935,) podeljen 19. marca 1936) je bil poljski inženir Henryk Magnuski, ki je kasneje od leta 1939 delal na prvem voki-tokiju Motorole (ročnem radijskem oddajniku SCR 536). Kanadski izumitelj Donald Hings je prvi ustvaril prenosni radijski signalni sistem za svojega delodajalca CM&S leta 1937. Leta 2001 je bil Hings uradno odlikovan zaradi pomena naprave za vojne. Hingsov model C-58 "Handy-Talkie" je bil v vojaški službi do leta 1942, kar je rezultat tajnih prizadevanj za raziskave in razvoj, ki so se začela leta 1940. 
Alfred J. Gross, radijski inženir in eden od razvijalcev sistema Joan-Eleanor, je med leti 1938 in 1941 delal tudi na zgodnji tehnologiji, ki stoji za voki-tokijem, in je včasih zaslužen za njegovo iznajdbo.
Prvo napravo, ki je dobila široki vzdevek "voki-toki", je med drugo svetovno vojno razvila ameriška vojska, nahrbtnik Motorola SCR-300. Ustvarila ga je inženirska ekipa leta 1940 pri Galvin Manufacturing Company (predhodnica Motorole). Ekipo so sestavljali Dan Noble, ki je zasnovo zasnoval s frekvenčno modulacijo; Henryk Magnuski, ki je bil glavni RF inženir; Marion Bond; Lloyd Morris; in Bill Vogel.
Prvi ročni voki-toki je bil oddajnik AM SCR-536 iz leta 1941, ki ga je prav tako izdelala Motorola, imenovan Handie-Talkie (HT). Danes se izrazi pogosto zamenjujejo, toda prvotni voki-toki se je nanašal na zadaj nameščen model, handie-talkie pa je bila naprava, ki jo je bilo mogoče v celoti držati v roki. Obe napravi sta uporabljali vakuumske cevi in jih napajali visokonapetostni suhocelični bateriji.
Po drugi svetovni vojni je Raytheon razvil vojaško zamenjavo SCR-536, AN / PRC-6. V vezju AN / PRC-6 je bilo uporabljenih 13 vakuumskih cevi (sprejemnik in oddajnik); drugi sklop trinajstih cevi je bil dobavljen z enoto kot tekoči rezervni deli. Enota je bila tovarniško nastavljena z enim kristalom, ki ga je bilo mogoče zamenjati na drugo frekvenco na terenu z zamenjavo kristala in ponovno nastavitvijo enote. Uporabil je 24-palčno bič anteno. Na voljo je bila neobvezna slušalka, ki jo je bilo mogoče s AN-PRC-6 povezati s 5-metrskim kablom. Za nošenje in podporo med delovanjem je bil predviden nastavljiv jermen.
Sredi sedemdesetih let je ameriški mornariški korpus sprožil prizadevanja za razvoj skupinskega radia, ki bi nadomestil nezadovoljiv sprejemnik AN / PRR-9 in sprejemnik / oddajnik, nameščen na čeladi, AN / PRT-4 (oba je razvila ameriška vojska). . AN / PRC-68, ki ga je leta 1976 prvič izdelal Magnavox, je bil marincem izdan v osemdesetih letih, sprejela pa ga je tudi ameriška vojska.
Okrajšava HT, ki izhaja iz blagovne znamke Motorola "Handie-Talkie", se običajno uporablja za prenosne ročne radijske sprejemnike, pri čemer se "voki-toki" pogosto uporablja kot laični izraz ali posebej za igračo. Javna varnost in komercialni uporabniki svoje ročne naprave na splošno imenujejo preprosto "radijski sprejemniki". Presežek Motorola Handie-Talkie se je takoj po drugi svetovni vojni znašel v rokah radiotelevizij.

## Sodobna uporaba
Voki-tokiji se pogosto uporabljajo v vseh okoljih, kjer so potrebne prenosne radijske komunikacije, vključno s podjetji, javno varnostjo, vojsko, rekreacijo na prostem in podobno, naprave pa so na voljo po številnih cenah od poceni analognih enot, ki se prodajajo kot igrače, pa do robustnih ( ti. nepremočljive ali notranje varne) analogne in digitalne enote za uporabo na čolnih ali v težki industriji. Večina držav dovoljuje prodajo voki-tokijev vsaj za podjetja, pomorske komunikacije in nekatere omejene osebne namene, kot je radio CB, ter za amaterske radijske zasnove. Voki-tokiji so zaradi vse večje uporabe miniaturizirane elektronike lahko zelo majhni, pri čemer so nekateri osebni dvosmerni UHF radijski modeli manjši od krova kart (čeprav so VHF in HF enote lahko bistveno večje zaradi potrebe po večjih antene in akumulatorji). Poleg tega, ko se stroški znižujejo, je mogoče poceni radijskim sprejemnikom dodati napredne zmogljivosti za zmanjševanje zvoka, kot sta CTCSS (analogni zvok) in DCS (digitalni zvok) (ki se pogosto prodajajo kot "kode za varovanje zasebnosti"), pa tudi glasovno kodiranje in pretakanje. Nekatere enote (zlasti amaterske HT-je) vključujejo tudi tipkovnice DTMF za daljinsko upravljanje različnih naprav, kot so repetitorji. Nekateri modeli vključujejo funkcijo VOX za prostoročno upravljanje, pa tudi možnost pritrditve zunanjih mikrofonov in zvočnikov.
Potrošna in komercialna oprema se na več načinov razlikujeta; komercialno orodje je navadno robustno, s kovinskimi ohišji in ima vanj pogosto programiranih le nekaj posebnih frekvenc (pogosto, čeprav ne vedno, z računalnikom ali drugo zunanjo programsko napravo; starejše enote lahko preprosto zamenjajo kristale), saj je določeno podjetje oz. agent javne varnosti mora pogosto upoštevati določeno frekvenco. Potrošniška oprema pa je na splošno majhna, lahka in omogoča dostop do katerega koli kanala znotraj določenega pasu, ne le do podskupine dodeljenih kanalov.

### Vojska
Vojaške organizacije uporabljajo ročne radijske sprejemnike za različne namene. Sodobne enote, kot je AN / PRC-148 Multiband Inter / Intra Team Radio (MBITR), lahko komunicirajo v različnih pasovih in modulacijskih shemah ter vključujejo šifrirne zmogljivosti.

### Amaterski radio
Voki-tokiji (znani tudi kot HT-ji ali "ročni oddajniki") se pogosto uporabljajo med radioamaterji. Medtem ko predelana komercialna oprema podjetij, kot je Motorola, ni redka, pa številna podjetja, kot so Yaesu, Icom in Kenwood, oblikujejo modele posebej za ljubiteljsko uporabo. Čeprav je površinsko podoben komercialnim in osebnim enotam (vključno s funkcijami za mešanje CTCSS in DCS, ki se uporabljajo predvsem za aktiviranje amaterskih radijskih repetitorjev), ima amaterska oprema običajno številne funkcije, ki niso običajne za drugo opremo, med drugim:
- Širokopasovni sprejemniki, pogosto vključno s funkcijo radijskega optičnega bralnika, za poslušanje neamaterskih radijskih pasov.
- Več pasov; medtem ko nekateri delujejo samo na določenih pasovih, kot sta 2 metra ali 70 cm, drugi podpirajo več UHF in VHF amaterskih dodelitev, ki so na voljo uporabniku.
- Ker se amaterske dodelitve običajno ne kanalizirajo, lahko uporabnik pokliče poljubno frekvenco v pooblaščenem pasu.
- Več modulacijskih shem: nekaj amaterskih HT-jev lahko dovoli modulacijske načine, ki niso FM, vključno z AM, SSB in CW, in digitalnimi načini, kot sta radioteletip ali PSK31. Nekateri imajo morda vgrajene TNC-je, ki podpirajo paketni prenos radijskih podatkov brez dodatne strojne opreme.

Novejši dodatek k radioamaterski storitvi je digitalna pametna tehnologija za radioamaterstvo ali D-STAR. Ročni radijski sprejemniki s to tehnologijo imajo več naprednih funkcij, vključno z ožjo pasovno širino, hkratnim glasovnim in sporočilnim sporočilom, poročanjem o položaju GPS in radijskimi klici z usmerjenim klicnim znakom po širokem mednarodnem omrežju.
Kot smo že omenili, lahko komercialne voki-tokije včasih reprogramiramo za delovanje na amaterskih frekvencah. Amaterski radijski operaterji lahko to storijo zaradi stroškov ali zaradi domneve, da je komercialna oprema bolj trdno izdelana ali bolje zasnovana kot namensko izdelana amaterska oprema.

### Osebna uporaba
Osebni voki-toki je postal priljubljen tudi zaradi ameriške družinske radijske službe (FRS) in podobnih storitev brez licence (kot sta evropska PMR446 in avstralska UHF CB) v drugih državah. Čeprav se voki-tokiji FRS včasih uporabljajo tudi kot igrače, saj jih množična proizvodnja poceni, imajo ustrezne superheterodinske sprejemnike in so koristno komunikacijsko orodje tako za poslovno kot osebno uporabo. Razcvet oddajnikov brez licenc pa je povzročil razočaranje uporabnikov licenčnih storitev, ki so včasih motene. Na primer, FRS in GMRS se prekrivata v ZDA, kar ima za posledico znatno piratsko uporabo frekvenc GMRS. Za uporabo frekvenc GMRS (ZDA) je potrebna licenca; vendar večina uporabnikov te zahteve bodisi ne upošteva bodisi se tega ne zaveda. Kanada je frekvence prerazporedila za uporabo brez licence zaradi močnih motenj ameriških uporabnikov GMRS. Evropski kanali PMR446 spadajo med ameriške UHF amaterske dodelitve, ameriški kanali FRS pa motijo komunikacije javne varnosti v Združenem kraljestvu. Zasnove osebnih voki-tokijev so v vsakem primeru strogo regulirane, na splošno zahtevajo odstranljive antene (z nekaj izjemami, kot sta CB radio in dodeljevanje MURS v ZDA) in prepovedujejo spremenjene radijske sprejemnike.
Večina prodanih osebnih voki-tokijev je zasnovanih tako, da delujejo v UHF dodelitvah in so zasnovani tako, da so zelo kompaktni, z gumbi za spreminjanje kanalov in drugimi nastavitvami na sprednji strani radia ter kratko, fiksno anteno. Večina takšnih enot je izdelana iz težke, pogosto živobarvne plastike, čeprav imajo nekatere dražje enote trdno kovinsko ali plastično ohišje. Radijski sprejemniki komercialne kakovosti so pogosto zasnovani tako, da se uporabljajo za dodelitve, kot sta GMRS ali MURS (slednja ima zelo malo na voljo namensko izdelane opreme). Poleg tega so na voljo voki-tokiji CB, vendar manj priljubljeni zaradi značilnosti širjenja pasu 27 MHz in splošne obsežnosti orodja.
Osebni voki-tokiji so na splošno zasnovani tako, da omogočajo enostaven dostop do vseh razpoložljivih kanalov (in, če so na voljo, kode za izklop) znotraj določene dodelitve naprave.
Osebni dvosmerni radijski sprejemniki se včasih kombinirajo tudi z drugimi elektronskimi napravami; Garminova serija Rino združuje sprejemnik GPS v istem paketu kot voki-toki FRS / GMRS (uporabnikom Rina omogoča medsebojno pošiljanje digitalnih podatkov o lokaciji). Nekateri osebni radijski sprejemniki vključujejo tudi sprejemnike za AM in FM radio in po potrebi NOAA Weather Radio in podobni sistemi, ki oddajajo na istih frekvencah. Nekateri modeli omogočajo tudi pošiljanje besedilnih sporočil in slik med podobno opremljene enote.
Medtem ko so radijski sprejemniki in vladni radijski sprejemniki pogosto ocenjeni po izhodni moči, so potrošniški radijski sprejemniki pogosto in kontroverzno ocenjeni v miljah ali kilometrih. Zaradi širjenja vidnega polja UHF signalov izkušeni uporabniki menijo, da so takšne ocene divje pretirane, nekateri proizvajalci pa so začeli tiskati ocene dosega na embalažo na podlagi terena, v nasprotju s preprosto močjo.
Medtem ko je večina osebnega prometa prek voki-tokija na območju 27 MHz in 400-500 MHz v UHF spektru, obstajajo nekatere enote, ki uporabljajo pas 49 MHz (del 15) (v skupni rabi z brezžičnimi telefoni, varuškami in podobnimi naprave), kot tudi pas "900 del" 900 MHz; vsaj v ZDA enote v teh pasovih ne potrebujejo licenc, če se držijo pravil izhodne moči dela 15 FCC. Podjetje TriSquare od julija 2007 v ZDA trži vrsto voki-tokijev, ki temeljijo na tehnologiji razširjenega spektra za preskakovanje frekvenc, ki deluje v tem frekvenčnem območju pod imenom eXRS (eXtreme Radio Service - kljub imenu, lastniška zasnova, ki ni uradna dodelitev ameriške FCC). Shema razširjenega spektra, ki se uporablja v radiih eXRS, omogoča do 10 milijard navideznih "kanalov" in zagotavlja zasebno komunikacijo med dvema ali več enotami.

### Rekreacija
Različice z nizko porabo energije, izvzete iz zahtev za licenco, so tudi priljubljene otroške igrače, kot je voki-toki Fisher Price za otroke. Pred spremembo statusa radia CB iz licenčnega v status »dovoljeno z delom« (FCC pravila 95, del 95) je bila tipična igračka voki-toki, ki je bil na voljo v Severni Ameriki, omejen na 100 milivatov moči pri oddajanju in uporabi enega ali dveh kristalno krmiljenih kanali v pasu 27 MHz za državljane, ki uporabljajo samo amplitudno modulacijo (AM). Pozneje igrače voki-toki delujejo v pasu 49 MHz, nekatere s frekvenčno modulacijo (FM), ki jih delijo z brezžičnimi telefoni in varuškami. Najugodnejše elektronske naprave so zelo preproste (enofrekvenčne, kristalno krmiljene, na splošno temeljijo na preprostem diskretnem tranzistorskem vezju, kjer "odrasli" voki-tokiji uporabljajo čipe), lahko uporabljajo superregenerativne sprejemnike in morda nimajo niti nadzora glasnosti , vendar so kljub temu lahko dodelano okrašeni, pogosto površno podobni bolj "odraslim" radijskim sprejemnikom, kot sta FRS ali oprema za javno varnost. V nasprotju z dražjimi enotami poceni voki-tokiji z igračami morda nimajo ločenih mikrofonov in zvočnikov; zvočnik sprejemnika je včasih v načinu oddajanja tudi mikrofon.
Nenavadna lastnost, pogosta pri otroških voki-tokijih, ki pa je redko na voljo tudi pri amaterskih modelih, je "kodni ključ", to je gumb, ki operaterju omogoča, da Morsejevo kodo ali podobne tone posreduje drugemu voki-tokiju, ki deluje na isti frekvenci. Običajno operater pritisne gumb PG in izpiše sporočilo z Morse Code posteljico, pritrjeno kot nalepka na radio. Ker pa je Morsejeva koda izven ljubiteljskih radijskih krogov postala široko uporabljena, imajo nekatere takšne enote bodisi izrazito poenostavljeno kodno oznako bodisi sploh ne zagotavljajo več nalepk.
Poleg tega se radijske postaje UHF Family Radio Service včasih kupujejo in uporabljajo kot igrače, čeprav se kot take navadno izrecno ne tržijo (glejte Hasbrovo linijo ChatNow, ki prenaša glasovne in digitalne podatke v pasu FRS).

### Aplikacije za pametne telefone in povezane naprave
Obstajajo številne mobilne aplikacije, ki posnemajo interakcijo v stiku voki-toki / push-to-talk. Tržijo se kot asinhrona komunikacija z nizko zakasnitvijo. Prednosti, ki jih oglašujejo dvosmerni glasovni klici, vključujejo: asinhrono naravo, ki ne zahteva popolne interakcije uporabnika (kot je SMS), in je glas prek IP-ja (VOIP), zato ne uporablja minut v celičnem paketu.
Aplikacije na trgu, ki ponujajo to interakcijo med zvokom v obliki voki-tokija, med drugim vključujejo Voxer, Zello, Orion Labs, Motorola Wave in HeyTell.
Druge izdelke voki-toki, ki temeljijo na pametnih telefonih, izdelujejo podjetja, kot so goTenna, Fantom Dynamics in BearTooth, in ponujajo radijski vmesnik. V nasprotju z mobilnimi podatkovno odvisnimi aplikacijami ti izdelki delujejo tako, da se seznanijo z aplikacijo na uporabnikovem pametnem telefonu in prek radijskega vmesnika.

### Simplex v primerjavi z duplex kanali

#### Simplex
Enostavni kanalski sistemi uporabljajo en sam kanal za oddajanje in sprejemanje. To je značilno za letala VHF AM, radijski pas in pomorski radio. Simplex sistemi so pogosto stari sistemi, ki obstajajo že od tridesetih let prejšnjega stoletja. Arhitektura omogoča, da stari radijski sprejemniki delujejo z novimi v enem omrežju. V primeru vseh ladij po vsem svetu ali vseh letal po vsem svetu lahko nadgradnja velikega števila nameščenih radijskih sprejemnikov (nameščena baza) traja desetletja. Simplex sistemi pogosto uporabljajo odprte arhitekture, ki omogočajo, da je kateri koli radio, ki ustreza osnovnim standardom, združljiv s celotnim sistemom.
Prednost: kot najpreprostejša konfiguracija sistema obstaja zanesljivost, saj sta za vzpostavitev komunikacije med njima potrebni le dva radijska sprejemnika brez kakršne koli druge infrastrukture.
Slabosti: Simplex konfiguracija ponuja komunikacijo v najkrajšem dosegu ali na daljavo, ker morajo biti mobilne enote v učinkovitem dosegu. Razpoložljiva pasovna širina kanala omejuje število hkratnih pogovorov, saj "mrtvega" zraka ni mogoče enostavno uporabiti za dodatno komunikacijo.

#### Dupleks
Duplex pomeni, da se uporabljata dva kanala: po en v vsako smer.
Duplex kanalski sistemi oddajajo in sprejemajo na različnih ločenih kanalih. To opredeljuje sisteme, v katerih oprema ne more komunicirati brez določene infrastrukture, kot so repetitor, bazna postaja ali Talk-Through Base. Najpogostejša v ZDA je konfiguracija repetitorja, pri kateri je bazna postaja konfigurirana za sočasno ponovno oddajanje zvoka, prejetega iz mobilnih enot. Zaradi tega so mobilni telefoni ali ročni ročniki sposobni komunicirati med seboj kjer koli znotraj dosega sprejemnika bazne postaje ali repetitorja. Običajno ima osnovna ali oddajniška postaja visoko anteno in veliko moč, kar omogoča veliko večji doseg v primerjavi s kopenskim vozilom ali ročnim oddajnikom.
Dupleksne sisteme lahko razdelimo na dve vrsti. Izraz pol-dupleks se nanaša na sisteme, pri katerih je za komunikacijo potrebna uporaba stikala Pritisni in govori. Full duplex se nanaša na sisteme, kot so mobilni telefoni, ki lahko istočasno sprejemajo in oddajajo. Ponavljalniki so po svoji naravi full duplex, večina mobilnih telefonov in skoraj vsi dlančniki so napol duplex.
Prednost: dupleksni kanali običajno omogočajo delovanje repetitorja, ki širi doseg (v večini primerov zaradi povečane oddajne moči in izboljšane lege / višine zraka) - zlasti tam, kjer se uporabljajo ročni radijski sprejemniki.
Pomanjkljivost: Če radio ne more doseči oddajnika, ne more komunicirati.

#### Hibridni simplex / duplex
Nekateri sistemi uporabljajo kombinacijo obeh, pri čemer radijski sprejemniki privzeto uporabljajo dupleks, vendar lahko na kanalu osnovne postaje komunicirajo simplex, če je zunaj dosega. V ZDA se zmožnosti pogovarjanja o simplexu na dupleksnem kanalu z repetitorjem včasih imenujejo pogovor, neposredna povezava ali avto v avto.

### Pritisni in govori (PG)
V dvosmernih radijskih sprejemnikih s slušalkami je na kablu ali brezžični elektronski omarici, pritrjeni na uporabnikova oblačila, lahko vključen gumb Pritisni in govori. V gasilskih vozilih ali rešilcih je lahko prisoten gumb, kjer se kabelske slušalke priključijo na radijsko napeljavo. Letala imajo običajno slušalke z vrvicami in ločen gumb Pritisni in govori na krmilnem jarmu ali palici. Konzole za odpošiljanje imajo pogosto ročno upravljane tipke Pritisni in govori, skupaj z nožnim stikalom ali pedalom. Če so roke dispečerja na računalniški tipkovnici, lahko uporabnik stopi na nožni pedal za prenos. Nekateri sistemi imajo utišanje zvoka, tako da lahko dispečer telefonira, kličoči pa ne sliši, kaj je rečeno po radiu. Njihov mikrofon na slušalkah bo utišan, če oddajajo. S tem dispečer razbremeni vsakega radijskega sporočila kličočemu.
V nekaterih okoliščinah se namesto gumba Pritisni in govori uporabi prenos z glasovnim upravljanjem (VOX). Možne uporabe so hendikepirani uporabniki, ki ne morejo pritisniti gumba, amaterski radijski operaterji, gasilci, žerjavi ali drugi, ki opravljajo kritična opravila, pri katerih morajo biti roke proste, vendar je komunikacija še vedno potrebna.

### Analogno v primerjavi z digitalnim
Primer analognih radijskih sprejemnikov so radijski sprejemniki AM, ki se uporabljajo za komunikacijo z nadzornimi stolpi in kontrolorji zračnega prometa. Drugi je voki-toki družinske radijske službe. Analogna oprema je manj zapletena kot najpreprostejša digitalna.
Prednost: V visokokakovostni opremi je boljša sposobnost komunikacije v primerih, ko je prejeti signal šibek ali hrupen.
Pomanjkljivost: Na vsakem kanalu lahko naenkrat poteka samo en pogovor.
Primeri digitalnih komunikacijskih tehnologij so vsi sodobni mobilni telefoni in TETRA, ki velja za najboljši standard digitalnega radia in je izhodiščna infrastruktura za omrežja celotnih držav, vključno s proizvajalci, kot so DAMM, Rohill, Cassidian, Sepura in drugi, APCO Project 25, a standard za digitalne radijske postaje javne varnosti in na koncu še druge sisteme, kot so Motorola MotoTRBO, HQT DMR, Nextel iDEN, Hytera DMR, EMC DMR in NXDN, ki jih Icom izvaja kot IDAS in Kenwood kot NEXEDGE. Lastniška sta le NXDN in Mototrbo. DMR je odprti standard ETSI.
Prednost: Mogoče je več hkratnih govornih poti in informacije, kot so ID enote, gumbi stanja ali besedilna sporočila, mogoče vdelati v en sam digitalni radijski kanal. Standard interoperabilnosti TETRA pomeni, da lahko katera koli znamka TETRA radio deluje s katero koli infrastrukturo znamke TETRA, ne da bi uporabnika zaklenila v drage in lastniške sisteme.
Pomanjkljivost: Radijski sprejemniki morajo biti zasnovani po enakem, združljivem standardu, radijski sprejemniki lahko hitro zastarejo (čeprav to omilijo pravilno izvedeni standardi interoperabilnosti, kakršni so določeni v ETSI za TETRA), nakup stanejo več in so bolj zapleteni.

## Specialna uporaba
Poleg zemeljske mobilne uporabe se vodoodporni dizajni voki-tokija uporabljajo tudi za pomorske VHF in letalske komunikacije, zlasti na manjših čolnih in ultralahkih letalih, kjer je namestitev fiksnega radia morda nepraktična ali draga. Takšne enote imajo pogosto stikala za hiter dostop do nujnih in informacijskih kanalov.
Iskreno varni voki-tokiji so pogosto potrebni v težkih industrijskih okoljih, kjer se radio lahko uporablja okoli vnetljivih hlapov. Ta oznaka pomeni, da so gumbi in stikala v radiu zasnovani tako, da med delovanjem ne povzročajo iskre.

## Dodatki
Na voljo so različni dodatki za voki-toki, kot so polnilne baterije, polnilci, večnamenski polnilniki za polnjenje do šest enot hkrati in priključek za zvočni pribor, ki ga lahko uporabite za slušalke ali zvočniške mikrofone. Novejši modeli omogočajo povezavo z brezžičnimi slušalkami prek Bluetootha. Newer models allow the connection to wireless headsets via Bluetooth.

## Življenjska doba opreme
Čeprav je splošno trajanje dvosmernega radia od 5 do 7 let in od 1 do 2 let za njegovo dodatno opremo, ozračje in okolje igrajo glavno vlogo pri določanju njegove življenjske dobe (radijski sprejemniki so pogosto v težkih okoljih, kjer lahko odpove bolj krhka komunikacijska oprema, kot so telefoni in tablični računalniki). Obstaja veliko ugibanj o življenjski dobi dvosmernih radijskih sprejemnikov in njihovih dodatkov, npr. baterij, polnilcev, slušalk itd.
V državnih sistemih je opremo mogoče zamenjati glede na proračun in ne na načrtu pričakovane življenjske dobe. Financiranje v vladnih agencijah je lahko ciklično ali občasno. Upravitelji lahko nadomestijo računalniške sisteme, vozila ali proračun za stroške podpore računalnikov in vozil, pri tem pa ignorirajo dvosmerno radijsko opremo. Oprema lahko ostane v uporabi, čeprav so stroški vzdrževanja nerazumni, če jih gledamo z vidika učinkovitosti.
Različni sistemski elementi bodo imeli različne življenjske dobe. Na njih lahko vpliva kdo uporablja opremo. Posameznik, s katerim je stopila v stik ena okrožna vladna agencija, je trdil, da se oprema, ki jo uporabljajo 24-urne službe, obrablja veliko hitreje kot oprema, ki jo uporabljajo tisti, ki delajo na položajih, zaposlenih osem ur dnevno.
V enem dokumentu piše, da "sedem let" presega pričakovano življenjsko dobo voki-tokijev v policijski službi. Baterije so omenjene kot pogostejše zamenjave. Dvanajst let stare dispečerske konzole, omenjene v istem dokumentu, so bile opredeljene kot uporabne. Te so primerjali s problematičnimi 21-letnimi konzolami, ki se uporabljajo drugje v istem sistemu.
Drugi vir pravi, da bo sistemska hrbtenična oprema, kot so konzole in bazne postaje, predvidoma petnajstletna. Mobilni radijski sprejemniki naj bi trajali deset let. Walkie talkiji običajno trajajo osem. V dokumentu zvezne države Kalifornije Ministrstvo za splošne storitve poroča, da je pričakovana življenjska doba komunikacijske konzole, ki se uporablja na ministrstvu za gozdarstvo in požarno zaščito, 10 let. 

## Možnosti, delovni cikel in konfiguracija
Dvosmerni radijski sprejemniki s cevjo iz 1940-ih so pogosto imeli en kanal in so bili nosilni. Ker so bili radijski sprejemniki dragi in je bilo radijskih uporabnikov manj, se lahko zgodi, da nihče drug v bližini ni uporabljal istega kanala. Kristal oddajnika in sprejemnika je bilo treba naročiti za želeno frekvenco kanala, nato je bilo treba radio prilagoditi ali poravnati, da deluje na kanalu. 12-voltni mobilni cevni radijski sprejemniki so v stanju pripravljenosti narisali več amperov, na oddajniku pa deset amperov. Oprema je idealno delovala, ko je bila nova. Delovanje vakuumskih cevi se je sčasoma postopoma poslabšalo. Ameriški predpisi so zahtevali indikatorsko lučko, ki prikazuje, da je oddajnik imel vklopljeno moč in da je bil pripravljen za oddajanje, in drugi indikator (običajno rdeč), ki je kazal, da je oddajnik vklopljen. V radijskih sprejemnikih z možnostmi so bili za izbiro možnosti uporabljeni žični mostički in diskretne komponente. Če je želel spremeniti nastavitev, je tehnik spajkal opcijsko žico in nato izvedel ustrezne prilagoditve.
Številni mobilni in dlančniki imajo omejen delovni cikel. Delovni cikel je razmerje med časom poslušanja in časom oddajanja in je na splošno odvisno od tega, kako dobro lahko oddajnik odda toploto iz hladilnega telesa na zadnji strani radia. Delovni cikel 10% (pogost na dlančnikih) pomeni 10 sekund oddajnega časa do 90 sekund prejemnega časa. Nekatera mobilna in osnovna oprema je določena pri različnih ravneh moči - na primer 100% obratovalni cikel pri 25 vatih in 15% pri 40 vatih. 
Trend je vedno večja zapletenost. Sodobni ročni in mobilni radijski sprejemniki imajo lahko do 255 kanalov. Večina je sintetiziranih: notranja elektronika sodobnih radijskih sprejemnikov deluje na različnih frekvencah brez nastavitvenih nastavitev. Vrhunski modeli imajo lahko več sto izbirnih nastavitev in za konfiguracijo potrebujejo računalnik in programsko opremo. Včasih se kontrole na radiu imenujejo tudi programabilne. S spreminjanjem nastavitev konfiguracije bi se lahko oblikovalec sistema odločil, da na nadzorni plošči radia nastavi gumb, ki bo deloval kot:
- vklop ali izklop optičnega branja,
- opozoriti drug mobilni radio (selektivno klicanje),
- vklopite zunanji zvočnik ali
- izberite lokacije repetitorjev.

V večini sodobnih radijskih sprejemnikov se te nastavitve izvajajo s posebno programsko opremo (ki jo je priskrbel proizvajalec) in s povezavo s prenosnim računalnikom.
Mikroprocesorski radijski sprejemniki lahko v stanju pripravljenosti porabijo manj kot 0,2 ampera in do deset amperov pri močnih oddajnikih z močjo 100 vatov.
Bazne postaje, oddajniki in visokokakovostni mobilni radijski sprejemniki imajo pogosto specifikacije, ki vključujejo delovni cikel. Ponavljalec mora biti vedno neprekinjen. To pomeni, da je radio zasnovan za neprekinjeno oddajanje brez pregrevanja oddajnika in posledične okvare. Dlančniki so s prekinitvami, mobilni radijski sprejemniki in radijski sprejemniki baznih postaj so na voljo v običajnih ali neprekinjenih konfiguracijah. Neprekinjeno dežurstvo je prednostno pri mobilni zasilni opremi, ker bi lahko na primer katero koli osebo iz celotne flote reševalnih vozil v primeru večjega incidenta postavili v službo kot poveljniško mesto. Na žalost se pogosto ovirajo proračuni in kupujejo radijski sprejemniki s prekinitvami.
Časovni zamik je vedno povezan z radijskimi sistemi, vendar je očiten pri komunikacijah z vesoljskimi plovili. NASA redno komunicira z raziskovalnimi vesoljskimi plovili, kjer se čas sporočila o povratnem potovanju meri v urah (kot zunaj Jupitra). Za program Apollo in Space Shuttle so bili za prenos PTT nadzora uporabljeni toni Quindar.

## Klasifikacija ITU
V skladu s členom 1.73 Pravilnika o radiokomunikacijah ITU je voki-toki razvrščen kot radijska postaja / kopenska mobilna postaja.